# Ленц, Роберт Христианович
Ро́берт Христиа́нович Ленц (1808, Дерпт — 1836, Санкт-Петербург) — российский востоковед, индолог и санскритолог.

## Биография
После обучения в Дерптской гимназии Ленц в 1825 году поступил в Дерптский университет, избрав богословский факультет. Окончив в 1828 году университетский курс со званием действительного студента, в 1829 году Ленц получил степень кандидата. После этого он стал учителем в ревельской Domschule, а впоследствии инспектором пансиона при ней.
Весной 1830 года Ленц получил командировку за границу для изучения философии. Совершив в рамках командировки путешествие по Германии и Швейцарии, Ленц в 1832 году стал изучать восточные языки, в первую очередь санскрит, у востоковеда Франца Боппа в Берлине. Как результат в 1833 году он был послан за казённый счет в Англию для совершенствования в санскрите; посетил Лондон, Оксфорд, затем и Париж.
В июне 1835 года Ленц возвратился в Петербург и вскоре стал адъюнктом Академии, получив затем назначение кафедру санскритского языка в университете и став первым профессором-санскритологом в России. Деятельность учёного оборвала ранняя смерть от нервной горячки. "...Увы, Р. Ленц создал прискорбный прецедент в нашей индологии: он умер молодым в самом начале многообещающей научной карьеры, не оставив после себя учеников и не создав научной школы", - отмечает С. Д. Серебряный.

## Научная деятельность
Из трудов Ленца особенно отмечают разбор «Лалита-вистары» (это был его посмертный труд), заключающий в себе жизнеописание Будды. Так, извлечения из этого почти законченного труда были помещены в «Bulletin Scientifique». Также примечателен его труд «Urwasia, fabula Colidasi textum sanscritum edidit» (Berl., 1833). К этому он присоединил «Apparatus criticus ad Urwasiam» (Berlin, 1834), который стал последним трудом Ленца, за который он уже перед смертью получил бриллиантовый перстень как знак высочайшего благоволения.
Кроме того, Ленц занимался разбором санскритского энциклопедического словаря «Sabda-kalpadruma», изданного в Калькутте Радхакантой Девой. Результаты данного исследования были опубликованы в лондонском «Азиатском журнале».
Также учёным было опубликовано сообщение о собрании рукописей, обнаруженном им и впоследствии перешедшем вместе с его неопубликованными бумагами в Азиатский музей Академии наук. Кроме того, в 1833 году в «СПб. немецких ведомостях» на немецком языке была опубликована диссертация Ленца на степень доктора — труд «Bericht über eine im Asiatischen Museum deponirte Sammlung Sanscrit-Manuscripte», вышедший в том же году отдельным изданием в Лейпциге и Петербурге. Также в 1833 году учёный представил своё сочинение «De affinitate linguae Slavicae et Sanscrite» (Харьков), в которое одним из первых в научной форме попытался прояснить генетическое отношение между санскритом и славянскими языками.